# Phlugis glabra
Phlugis glabra är en insektsart som beskrevs av Nickle 2003. Phlugis glabra ingår i släktet Phlugis och familjen vårtbitare. Inga underarter finns listade i Catalogue of Life.